# Kunta Kinteho ostrov
Kunta Kinteho ostrov (anglicky Kunta Kinteh Island, do roku 2011 James Island) je říční ostrov v Gambii o rozloze 0,35 hektaru. Leží na dolním toku řeky Gambie nedaleko městečka Albreda. Nachází se zde zřícenina pevnosti Fort James, která byla významnou základnou otrokářů.
Ostrov objevili v roce 1455 Portugalci a nazvali ho Isla de Andrea. Pevnost zde založili roku 1561 Kuronci, po krátké nadvládě Nizozemců ji roku 1661 obsadili Angličané a nazvali Fort James podle Jakuba II. Stuarta. Díky své výhodné poloze se stal ostrov střediskem obchodu se zlatem, slonovinou a otroky, kteří byli v pevnosti vězněni. Jedním z nich byl Kunta Kinte, zajatý v nedaleké vesnici Jufureh a odvezený z ostrova lodí Lord Ligonier roku 1767 do Ameriky. Osudy Kunta Kinteho a jeho potomků popsal Alex Haley v románu Kořeny, který se stal také předlohou úspěšného seriálu. Díky tomu se ostrůvek proslavil a stal se hlavní turistickou atrakcí v zemi. V roce 2003 byl spolu s dalšími otrokářskými stanicemi na řece Gambii zařazen na seznam světového dědictví.
V roce 2010 místo navštívil americký sochař Chaz Guest a navrhl, aby se Jamesův ostrov pojmenoval podle Kunta Kinteho. Gambijský prezident Yahya Jammeh souhlasil a 6. února 2011 se konal velký kulturní festival, v jehož průběhu došlo k oficiální změně názvu.